# Songhwa
Songhwa (kor. 송화군, Songhwa-gun) – powiat w Korei Północnej, w prowincji Hwanghae Południowe. W 2008 roku liczył 42 919 mieszkańców. Graniczy z powiatami Kwail od zachodu, Chang’yŏn od południa, Samch’ŏn od zachodu oraz Ŭllyul od północy. Przez powiat przebiega linia kolejowa Chang’yŏn, łącząca stacje Chang’yŏn w powiecie o tej samej nazwie i Sugyo w powiecie Samch’ŏn, a także 117-kilometrowa linia Ŭllyul z miasta Sariwŏn (prowincja Hwanghae Północne) do stacji Ch’ŏlgwang w powiecie Ŭllyul.

## Historia
Przed wyzwoleniem Korei spod okupacji japońskiej powiat składał się z 13 miejscowości (kor. myŏn) oraz 115 wsi (kor. ri). W obecnej formie powstał w wyniku gruntownej reformy podziału administracyjnego w grudniu 1952 roku. W jego skład weszły wówczas tereny należące wcześniej do miejscowości Songhwa, Ryulli, Sangni, Jinp'ung, P'unghae, Ch'ŏntong, Ryŏnjŏng (9 wsi), Hari (6 wsi), Unyu (10 wsi), Ch'ori (1 wsi) i Kunghŭng (1 wsi). Powiat Songhwa składał się wówczas z jednego miasteczka (Songhwa-ŭp) i 29 wsi. W październiku 1967 roku z powiatu wyłączono część terytorium, z której powstał nowy powiat Kwail, w zamian do powiatu Songhwa przyłączono ziemie wsi Wŏndang, należącej poprzednio do powiatu Ŭllyul.

## Gospodarka
Lokalna gospodarka oparta jest na rolnictwie i sadownictwie. Powiat słynie ze zbiorów jabłek, gruszek, brzoskwiń i winogron.

## Podział administracyjny powiatu
W skład powiatu wchodzą następujące jednostki administracyjne:
| Nazwa jednostki administracyjnej | Rodzaj jednostki administracyjnej | Hangul | Hancha |
| -------------------------------- | --------------------------------- | ------ | ------ |
| Songhwa-ŭp                       | miasteczko                        | 송화읍 | 松禾邑 |
| Yaksan-ri                        | wieś                              | 약산리 | 藥山里 |
| Hong'am-ri                       | wieś                              | 홍암리 | 鴻岩里 |
| Ryongho-ri                       | wieś                              | 룡호리 | 龍虎里 |
| Sujŭng-ri                        | wieś                              | 수증리 | 壽增里 |
| Myŏngnye-ri                      | wieś                              | 명례리 | 明禮里 |
| Daam-ri                          | wieś                              | 다암리 | 多岩里 |
| Kut'an-ri                        | wieś                              | 구탄리 | 九灘里 |
| Kwan'yang-ri                     | wieś                              | 관양리 | 觀楊里 |
| Onch'ŏn-ri                       | wieś                              | 온천리 | 溫泉里 |
| Wŏndang-ri                       | wieś                              | 원당리 | 院堂里 |